# Igor Jovićević
Igor Jovićević (Zagreb, 30 november 1973) is een Kroatisch voetbaltrainer en voormalig voetballer en  van Montenegrijnse afkomst. Hij werd in 2022 aangesteld als coach van FK Sjachtar Donetsk.

## Carrière
Jovićević speelde tussen 1991 en 2004 voor Real Madrid Castilla, NK Zagreb, Yokohama F. Marinos, Guarani FC, FC Metz, Shenyang Dongjin FC, Karpaty Lviv en Zuhai.